# Comuna Fedorivka, Novotroiițke
Fedorivka (în ucraineană Федорівка) este o comună în raionul Novotroiițke, regiunea Herson, Ucraina, formată din satele Fedorivka (reședința), Krîvîi Rih și Metropol.

## Demografie
Componența lingvistică a comunei Fedorivka
     Ucraineană (92,64%)
     Rusă (6,28%)
     Alte limbi (0,18%)
Conform recensământului din 2001, majoritatea populației comunei Fedorivka era vorbitoare de ucraineană (92,64%), existând în minoritate și vorbitori de rusă (6,28%).